# Simen Kind Mikalsen
Simen Kind Mikalsen (Jessheim, 4 maggio 1993) è un calciatore norvegese, centrocampista del Råde.

## Carriera

### Club
Kind Mikalsen è stato aggregato alla prima squadra dell'Ullensaker/Kisa a partire dal campionato 2010. Nella stagione seguente, ha contribuito alla promozione del club nella 1. divisjon.
Ha esordito in questa divisione il 9 aprile 2012, schierato titolare nella vittoria per 2-0 sul Notodden. Il 14 ottobre ha realizzato la prima rete, nella vittoria per 5-2 sul Bærum. A fine stagione, la squadra si è guadagnata un posto per le qualificazioni all'Eliteserien, ma è stata sconfitta dal Sandnes Ulf, che ha conservato il suo posto nella massima divisione locale. L'anno seguente, l'Ullensaker/Kisa ha raggiunto la salvezza.
Il 23 novembre 2013, il Lillestrøm ha annunciato sul proprio sito internet l'ingaggio di Kind Mikalsen, che si è legato al nuovo club con un contratto triennale, valido dal 1º gennaio 2014. Ha esordito nell'Eliteserien in data 19 maggio, sostituendo Stian Ringstad nel pareggio per 2-2 sul campo del Vålerenga. Il 15 marzo 2016 ha rinnovato il contratto che lo legava al Lillestrøm, siglando un nuovo accordo fino al 2018.
Il 3 aprile 2018 ha prolungato ulteriormente il contratto che lo legava al club, fino al 31 dicembre 2021. Il 13 dicembre 2021 è stato reso noto che il contratto del calciatore, in scadenza alla fine del mese, non sarebbe stato rinnovato.
Il 26 dicembre 2021 è stato ufficializzato quindi il suo approdo al Råde, a cui si è legato con un accordo biennale.

### Nazionale
Kind Mikalsen ha debuttato nella Norvegia under 21 in data 14 agosto 2013: fu schierato titolare nell'amichevole vinta per 0-2 contro la Svezia under 21. Il 15 ottobre è stato impiegato nell'incontro con Israele under 21, perso per 1-3 e valido per le qualificazioni al campionato europeo di categoria del 2015.

## Statistiche

### Presenze e reti nei club
Statistiche aggiornate al 9 gennaio 2022.
| Stagione               | Club                   | Campionato             | Campionato | Campionato | Coppe nazionali | Coppe nazionali | Coppe nazionali | Coppe continentali | Coppe continentali | Coppe continentali | Supercoppe | Supercoppe | Supercoppe | Totale | Totale |
| Stagione               | Club                   | Comp                   | Pres       | Reti       | Comp            | Pres            | Reti            | Comp               | Pres               | Reti               | Comp       | Pres       | Reti       | Pres   | Reti   |
| ---------------------- | ---------------------- | ---------------------- | ---------- | ---------- | --------------- | --------------- | --------------- | ------------------ | ------------------ | ------------------ | ---------- | ---------- | ---------- | ------ | ------ |
| 2010                   | Ullensaker/Kisa        | 2D                     | ?          | ?          | CN              | ?               | ?               | -                  | -                  | -                  | -          | -          | -          | ?      | ?      |
| 2011                   | Ullensaker/Kisa        | 2D                     | ?          | ?          | CN              | ?               | ?               | -                  | -                  | -                  | -          | -          | -          | ?      | ?      |
| 2012                   | Ullensaker/Kisa        | 1D                     | 19+4       | 2+0        | CN              | 3               | 0               | -                  | -                  | -                  | -          | -          | -          | ?      | ?      |
| 2013                   | Ullensaker/Kisa        | 1D                     | 27         | 1          | CN              | 3               | 0               | -                  | -                  | -                  | -          | -          | -          | 30     | 1      |
| Totale Ullensaker/Kisa | Totale Ullensaker/Kisa | Totale Ullensaker/Kisa | 46+4+      | 3+0+       |                 | 6+              | 0+              |                    | -                  | -                  |            | -          | -          | 56+    | 3+     |
| 2014                   | Lillestrøm             | ES                     | 16         | 0          | CN              | 3               | 0               | -                  | -                  | -                  | -          | -          | -          | 19     | 0      |
| 2015                   | Lillestrøm             | ES                     | 27         | 2          | CN              | 3               | 0               | -                  | -                  | -                  | -          | -          | -          | 30     | 2      |
| 2016                   | Lillestrøm             | ES                     | 27         | 4          | CN              | 2               | 0               | -                  | -                  | -                  | -          | -          | -          | 29     | 4      |
| 2017                   | Lillestrøm             | ES                     | 27         | 4          | CN              | 7               | 3               | -                  | -                  | -                  | -          | -          | -          | 34     | 7      |
| 2018                   | Lillestrøm             | ES                     | 25         | 0          | CN              | 4               | 0               | UEL                | 2                  | 0                  | SN         | 0          | 0          | 31     | 0      |
| 2019                   | Lillestrøm             | ES                     | 16+2       | 1+1        | CN              | 0               | 0               | -                  | -                  | -                  | -          | -          | -          | 18     | 2      |
| 2020                   | Lillestrøm             | 1D                     | 15         | 1          | -               | -               | -               | -                  | -                  | -                  | -          | -          | -          | 15     | 1      |
| 2021                   | Lillestrøm             | ES                     | 1          | 0          | CN              | 0               | 0               | -                  | -                  | -                  | -          | -          | -          | 1      | 0      |
| Totale Lillestrøm      | Totale Lillestrøm      | Totale Lillestrøm      | 154+2      | 12+1       |                 | 19              | 3               |                    | 2                  | 0                  |            | 0          | 0          | 177    | 16     |
| 2022                   | Råde                   | 3D                     | ?          | ?          | CN              | -               | -               | -                  | -                  | -                  | -          | -          | -          | 0      | 0      |
| Totale                 | Totale                 | Totale                 | 200+6+     | 15+1+      |                 | 25+             | 3+              |                    | 2                  | 0                  |            | 0          | 0          | 233+   | 19+    |

## Palmarès

### Club

#### Competizioni nazionali
- Coppa di Norvegia: 1

Lillestrøm: 2017